# Escudo de Palma de Mallorca
El escudo de Palma tiene su origen en la Edad Media y aparece por primera vez, en la misma disposición que la actual, en 1269. El escudo se divide en cuatro cuarteles donde aparecen, en el segundo y el tercero sobre azur, un castillo de plata con una palmera encima sobre las olas del mar, y en el primero y cuarto cuartel con el símbolo condal/real de los cuatro palos de gules sobre oro. También se han encontrado numerosas variantes con una, dos, tres, o incluso cinco barras verticales en cada cuartel. El escudo va encabezado por una corona, símbolo de la soberanía de los monarcas de la Corona de Aragón sobre la ciudad y un murciélago con las alas abiertas.
La forma del escudo es en loseta cuadrada (forma típica de los escudos municipales de la corona de Aragón). La corona real indica que fue capital del Reino de Mallorca. Los palos indican la vinculación a la dinastía aragonesa. El castillo sobre las olas representa un reino sobre el mar, representado por el castillo real de la Almudaina de Palma. La palmera sobre el castillo es un añadido humanista, creado durante el siglo XV cuando se relaciona a la ciudad con la Palma romana. El murciélago es una divisa de la víbria o dragón alado usada como cumbre real desde Pedro IV hasta Carlos I. Por lo tanto, como señal de la casa real aragonesa, es redundante con los Cuatro Palos.

## Historia
El escudo procede del sello otorgado por Jaime I de Aragón a los prohombres de Mallorca en 1269, concesión confirmada por Sancho I de Mallorca en 1312, que añadió el escudo real y extendió el uso del escudo y la bandera. Hasta la Guerra de Sucesión el escudo fue el de la Universidad de la Ciudad y Reino de Mallorca, con jurisdicción sobre toda la isla, y después se convirtió en el de la Ciudad de Mallorca, ahora llamada Palma de Mallorca. Tras la concesión a la Universidad de la Ciudad y Reino de Mallorca por Martín I del privilegio de usar la divisa real de la vibra (modernamente denominado Dragón Alado) como en la Cimera de la Fiesta del Estendarte, el jurado de esta institución usó la divisa sobre su propio escudo y esta combinación se encuentra usada durante el siglo XVI. Identificada la cimera con Jaime I y representada desde el siglo XVII como un murciélago, es un símbolo presente también en los escudos de Barcelona, Fraga y Valencia, de otras poblaciones menores, y de diversas instituciones civiles.
El escudo de Palma también se ha empleado como escudo de la Diputación Provincial de las Islas Baleares, tanto con los cuatro palos como con dos, de Mallorca y ahora del Consejo Insular de Mallorca, pero, en este último caso con algunas diferencias. La superposición de los dos escudos y el uso de la corona condal es una imitación del actual escudo de la Diputación Provincial de Barcelona. En cuanto al número de palos en los cuarteles primero y cuarto lo más frecuente ha sido de cuatro, aunque en algún periodo, como el siglo XV, a menudo ha habido tres; actualmente los cuatro palos distinguen el escudo de Palma del propio del Consejo Insular de Mallorca, con dos palos.
El Ayuntamiento de Palma de Mallorca ha adaptado el escudo a la imagen corporativa. Este escudo lleva el murciélago del mismo color que la corona, dorada, y cambia la bordura empleada en la segunda mitad del siglo XX por una más sencilla, también dorada, pero separada del borde del escudo. La corona no es cerrada con diademas.